# Вилласавари
Вилласавари́ (фр. Villasavary) — коммуна во Франции, находится в регионе Лангедок — Руссильон. Департамент коммуны — Од. Входит в состав кантона Фанжо. Округ коммуны — Каркасон.
Код INSEE коммуны — 11418.

## Население
Население коммуны на 2008 год составляло 1147 человек.
| 1962 | 1968 | 1975 | 1982 | 1990 | 1999 | 2008 |
| ---- | ---- | ---- | ---- | ---- | ---- | ---- |
| 745  | 885  | 791  | 819  | 748  | 874  | 1147 |

## Экономика
В 2007 году среди 705 человек в трудоспособном возрасте (15—64 лет) 480 были экономически активными, 225 — неактивными (показатель активности — 68,1 %, в 1999 году было 67,0 %). Из 480 активных работали 407 человек (234 мужчины и 173 женщины), безработных было 73 (28 мужчин и 45 женщин). Среди 225 неактивных 58 человек были учениками или студентами, 90 — пенсионерами, 77 были неактивными по другим причинам.

## Достопримечательности
- Церковь Сен-Пьер
- Церковь Сен-Жак
- Замок
- Военный мемориал
- Ветряная мельница

## Фотогалерея

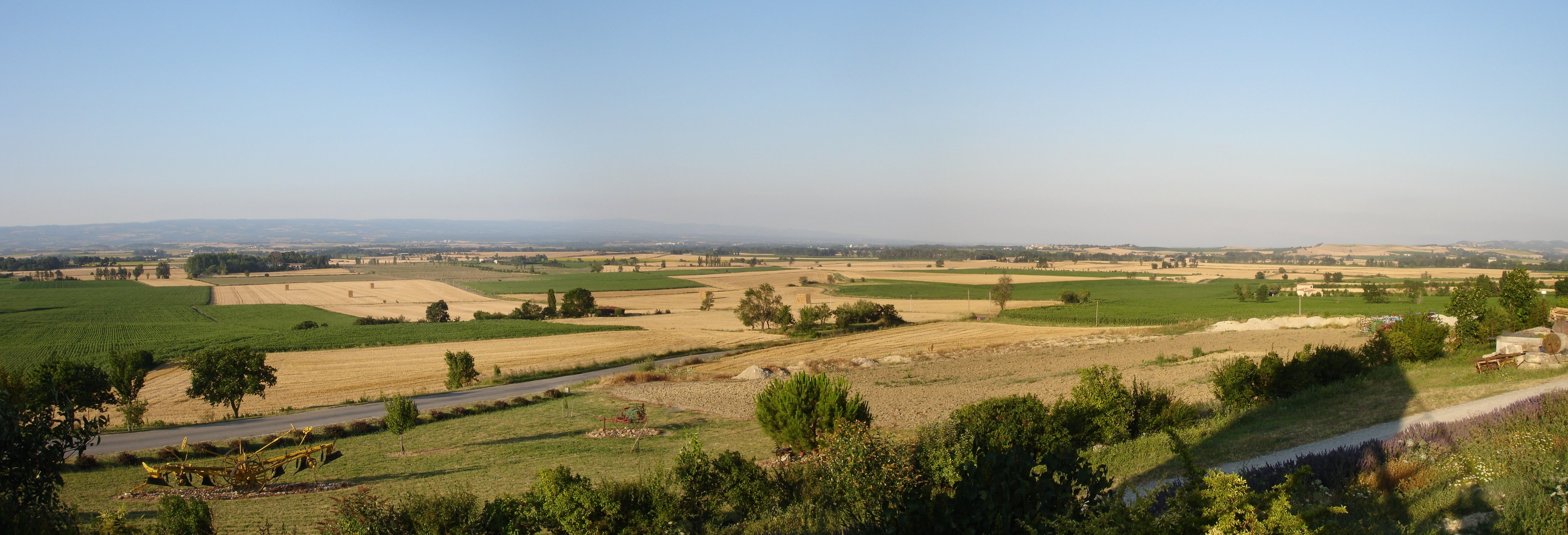
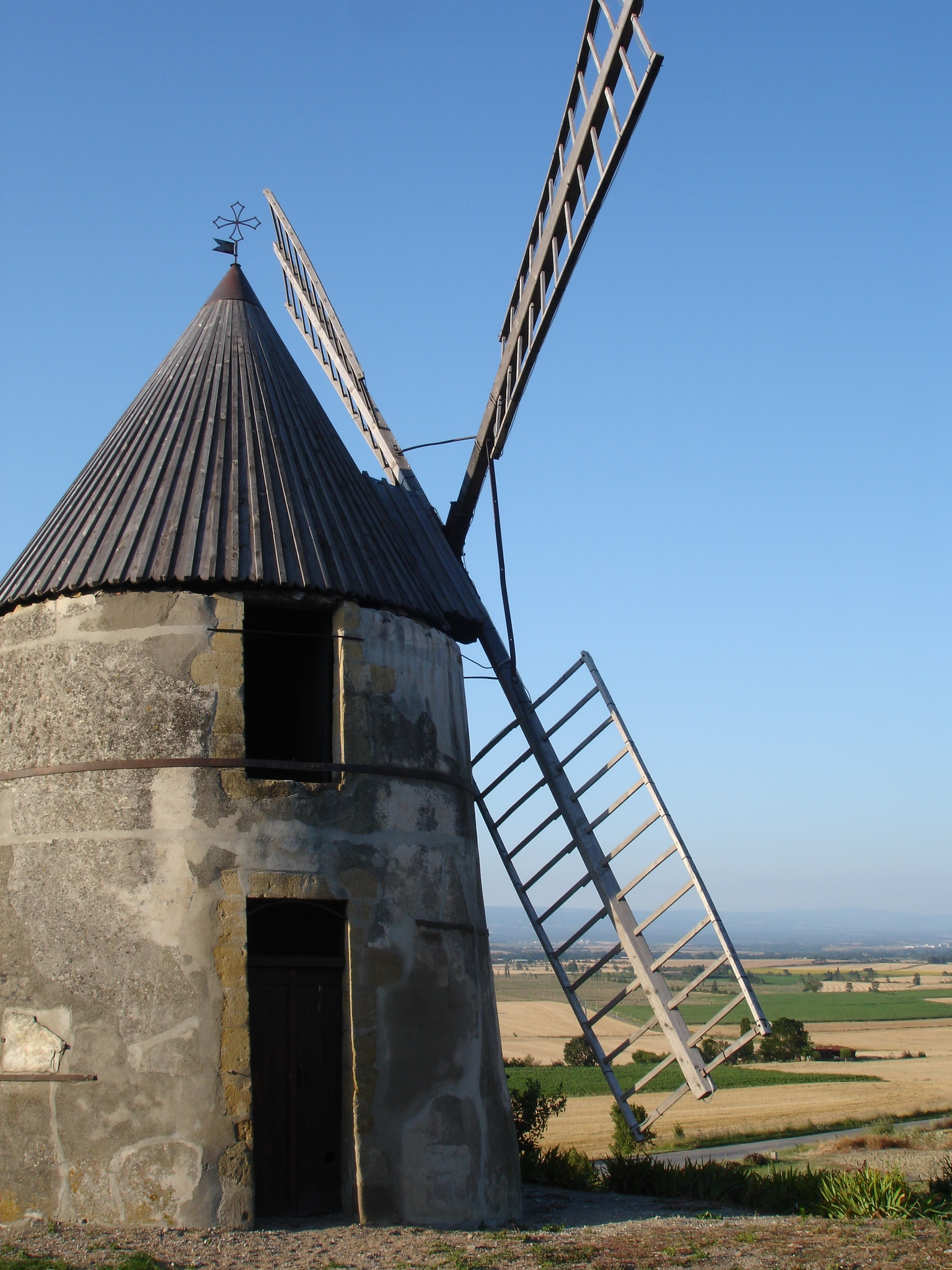
Мельница
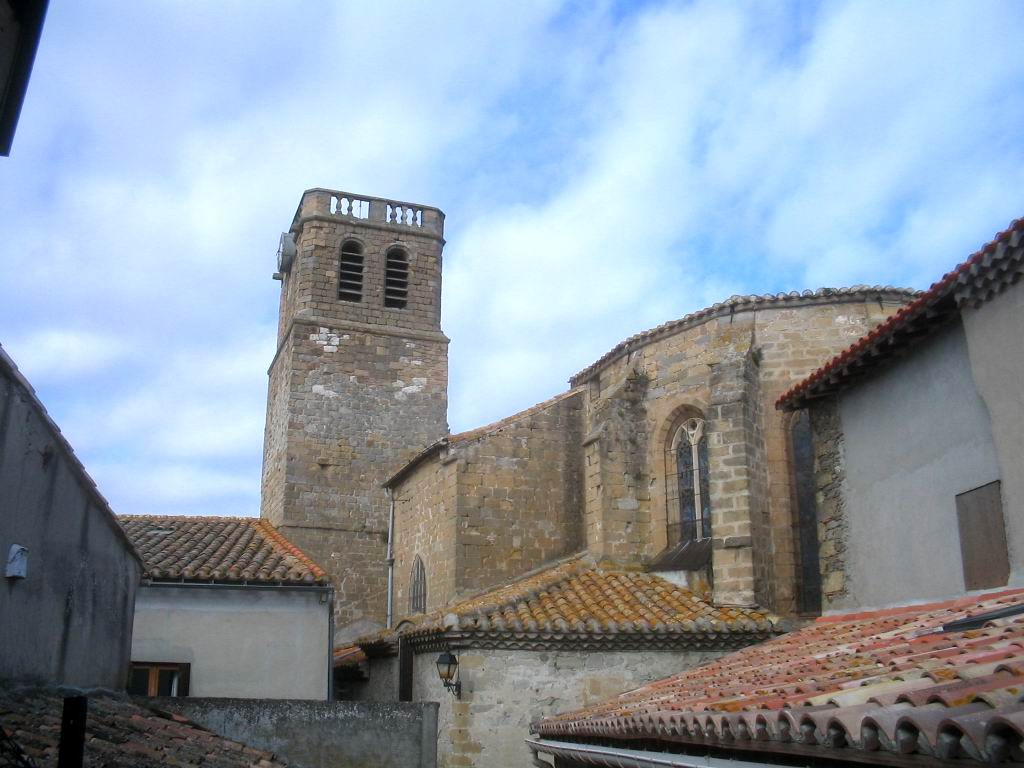
Церковь